# Scooby-Doo!: Pora księżycowego potwora
Scooby-Doo!: Pora księżycowego potwora (ang. Scooby-Doo! Moon Monster Madness) – 28. film animowany i 23. pełnometrażowy film z serii Scooby Doo z roku 2015. Następca filmu Scooby-Doo! Frankenstrachy.

## Wersja polska
Dystrybucja na terenie Polski: Galapagos Films

Wersja polska: Master Film

Reżyseria: Agata Gawrońska-Bauman

Dialogi: Magdalena Dwojak

Dźwięk: Mateusz Michniewicz

Montaż: Paweł Siwiec

Kierownictwo produkcji: Katarzyna Fiołkowska

Wystąpili:
- Ryszard Olesiński – Scooby Doo
- Jacek Bończyk – Kudłaty
- Agata Gawrońska-Bauman – Velma
- Beata Jankowska-Tzimas – Daphne
- Jacek Kopczyński – Fred
- Miłogost Reczek
- Grzegorz Pawlak
- Aleksandra Radwan
- Katarzyna Tatarak
- Aleksander Mikołajczak
- Piotr Bartlik